# Cypriotisch voetbalkampioenschap 1989/90
In 1989/90 werd het 52e Cypriotische voetbalkampioenschap gespeeld. APOEL FC won de competitie voor 14e keer.

## Stadions
| Club         | Venue                       |
| ------------ | --------------------------- |
| AEL          | Tsirion Stadium             |
| Alki         | GSZ Stadion                 |
| Anorthosis   | Antonis Papadopoulosstadion |
| APOEL        | Makariostadion              |
| Apollon      | Tsirion Stadium             |
| APOP         | Pafiako Stadium             |
| Aris         | Tsirion Stadium             |
| Ethnikos     | Dasaki Stadium              |
| Enosis       | Paralimni Municipal Stadium |
| Evagoras     | Pafiako Stadium             |
| Nea Salamina | Antonis Papadopoulosstadion |
| Olympiakos   | GSP Stadion                 |
| Omonia       | Makariostadion              |
| Pezoporikos  | GSZ Stadion                 |

## Stand
| Pos | Team                  | Wed | W  | G  | V  | Ptn | DV | DT | +/− | Kwalificatie of degradatie                            |
| --- | --------------------- | --- | -- | -- | -- | --- | -- | -- | --- | ----------------------------------------------------- |
| 1   | APOEL (C)             | 26  | 18 | 5  | 3  | 41  | 46 | 19 | +27 | Gekwalificeerd voor Eerste ronde Europacup I 1990/91  |
| 2   | Omonia                | 26  | 15 | 6  | 5  | 36  | 53 | 21 | +32 | Gekwalificeerd voor Eerste ronde UEFA Cup 1990/91     |
| 3   | Pezoporikos           | 26  | 10 | 11 | 5  | 31  | 37 | 27 | +10 |                                                       |
| 4   | Aris                  | 26  | 11 | 8  | 7  | 30  | 43 | 31 | +12 |                                                       |
| 5   | Apollon               | 26  | 11 | 7  | 8  | 29  | 43 | 28 | +15 |                                                       |
| 6   | AEL                   | 26  | 8  | 11 | 7  | 27  | 31 | 30 | +1  |                                                       |
| 7   | Anorthosis            | 26  | 10 | 7  | 9  | 27  | 20 | 28 | −8  |                                                       |
| 8   | Enosis Neon Paralimni | 26  | 7  | 12 | 7  | 26  | 40 | 40 | 0   |                                                       |
| 9   | Olympiakos            | 26  | 6  | 11 | 9  | 23  | 32 | 35 | −3  |                                                       |
| 10  | Nea Salamis           | 26  | 6  | 10 | 10 | 22  | 26 | 32 | −6  | Gekwalificeerd voor Eerste ronde Europacup II 1990/91 |
| 11  | APOP                  | 26  | 6  | 10 | 10 | 22  | 30 | 46 | −16 |                                                       |
| 12  | Alki                  | 26  | 6  | 9  | 11 | 21  | 27 | 36 | −9  |                                                       |
| 13  | Evagoras (R)          | 26  | 5  | 9  | 12 | 19  | 24 | 41 | −17 | Degradatie naar B' Kategoria 1990/91                  |
| 14  | Ethnikos (R)          | 26  | 3  | 4  | 19 | 10  | 15 | 53 | −38 | Degradatie naar B' Kategoria 1990/91                  |

## Resultaten
| Thuis \ Uit | AEL | ALK | ANR | APN | APL | APP | ARS | ETH | ENP | EVA | NSL | OLY | OMO | POL |
| ----------- | --- | --- | --- | --- | --- | --- | --- | --- | --- | --- | --- | --- | --- | --- |
| AEL         |     | 1–0 | 0–1 | 0–1 | 3–1 | 2–2 | 1–2 | 2–1 | 0–1 | 0–0 | 1–2 | 2–2 | 1–1 | 1–1 |
| Alki        | 2–2 |     | 0–0 | 1–2 | 1–1 | 1–0 | 0–0 | 0–1 | 3–2 | 2–1 | 2–0 | 2–5 | 1–2 | 1–4 |
| Anorthosis  | 0–0 | 1–0 |     | 0–2 | 1–0 | 0–0 | 0–0 | 1–0 | 1–2 | 1–0 | 1–0 | 1–0 | 1–2 | 2–0 |
| APOEL       | 2–1 | 1–0 | 1–0 |     | 2–0 | 3–3 | 1–2 | 6–0 | 2–0 | 3–1 | 3–0 | 2–2 | 2–1 | 2–1 |
| Apollon     | 0–0 | 2–1 | 0–0 | 2–0 |     | 2–0 | 0–2 | 3–1 | 3–1 | 2–1 | 1–2 | 4–0 | 2–3 | 4–0 |
| APOP        | 1–2 | 0–0 | 2–1 | 2–3 | 1–1 |     | 1–4 | 2–0 | 2–2 | 2–2 | 1–0 | 1–0 | 2–1 | 1–3 |
| Aris        | 0–0 | 2–3 | 4–1 | 0–2 | 1–1 | 5–1 |     | 2–1 | 2–2 | 1–1 | 0–0 | 3–0 | 0–1 | 2–1 |
| Ethnikos    | 1–2 | 0–1 | 0–1 | 1–2 | 0–6 | 0–1 | 0–3 |     | 3–1 | 0–3 | 1–1 | 1–2 | 1–1 | 0–0 |
| ENP         | 1–1 | 2–2 | 3–3 | 1–3 | 2–1 | 4–1 | 3–0 | 0–0 |     | 3–3 | 2–1 | 2–2 | 1–0 | 0–0 |
| Evagoras    | 0–3 | 1–1 | 1–0 | 1–0 | 0–1 | 0–0 | 2–5 | 2–0 | 1–0 |     | 1–1 | 0–0 | 1–3 | 1–2 |
| Nea Salamis | 1–3 | 2–2 | 0–2 | 0–0 | 1–3 | 1–1 | 3–0 | 1–2 | 1–1 | 2–0 |     | 1–0 | 2–0 | 1–1 |
| Olympiakos  | 0–2 | 1–0 | 5–0 | 0–0 | 2–2 | 1–1 | 2–2 | 4–0 | 2–2 | 0–0 | 1–0 |     | 0–0 | 0–2 |
| Omonia      | 6–0 | 3–1 | 5–0 | 0–1 | 2–0 | 4–1 | 2–0 | 2–1 | 1–1 | 7–0 | 1–1 | 3–0 |     | 1–0 |
| Pezoporikos | 1–1 | 0–0 | 1–1 | 0–0 | 1–1 | 4–1 | 2–1 | 4–0 | 2–1 | 2–1 | 2–2 | 2–1 | 1–1 |     |

## Topscores
| Rank | Spelers      | Club     | Doelpunten |
| ---- | ------------ | -------- | ---------- |
| 1    | Siniša Gogić | APOEL FC | 19         |

## Kampioen
| 1989/90                       |
| Cyprus                        |
| ----------------------------- |
| APOEL FC Kampioen (14° titel) |

1934/35 · 1935/36 · 1936/37 · 1937/38 · 1938/39 · 1939/40 · 1940/41 · 1941/42 · 1942/43 · 1943/44 ·  1944/45 · 1945/46 · 1946/47 · 1947/48 · 1948/49 · 1949/50 · 1950/51 · 1951/52 · 1952/53 · 1953/54 · 1954/55 · 1955/56 · 1956/57 · 1957/58 · 1958/59 ·  1959/60 · 1960/61 · 1961/62 · 1962/63 · 1963/64 · 1964/65 · 1965/66 · 1966/67 · 1967/68 · 1968/69 · 1969/70 · 1970/71 · 1971/72 · 1972/73 · 1973/74 · 1974/75 · 1975/76 · 1976/77 · 1977/78 · 1978/79 · 1979/80 · 1980/81 · 1981/82 · 1982/83 · 1983/84 · 1984/85 · 1985/86 · 1986/87 · 1987/88 · 1988/89 · 1989/90 · 1990/91 · 1991/92 · 1992/93 · 1993/94 · 1994/95 · 1995/96 · 1996/97 · 1997/98 · 1998/99 · 1999/00 · 2000/01 · 2001/02 · 2002/03 · 2003/04 · 2004/05 · 2005/06 · 2006/07 · 2007/08 · 2008/09 · 2009/10 · 2010/11 · 2011/12 · 2012/13 · 2013/14 · 2014/15 · 2015/16 · 2016/17 · 2017/18 · 2018/19 · 2019/20 · 2020/21 · 2021/22